# Diamond Knot
El MV Diamond Knot fue un buque mercante de la clase C1-M-AV1 propiedad de la War Shipping Administration. Fue operado por United States Lines desde 1944 hasta 1947 en régimen de fletamento a casco desnudo con la Comisión Marítima y la War Shipping Administration durante la Segunda Guerra Mundial.

## Hundimiento
En 1947 fue operado por la Alaska Steamship Co. Se hundió en el estrecho de Juan de Fuca en la noche del 12 de agosto de 1947, después de una colisión contra el SS Fenn Victory. El hundimiento resultó en la mayor pérdida de carga por colisión en las aguas de la costa del Pacífico hasta ese momento. El barco transportaba un gran cargamento de salmón enlatado, la mayor parte del cual fue posteriormente recuperado, reenvasado y vendido.
El pecio del naufragio permanece en el fondo marino donde se hundió originalmente, a una profundidad de 70 a 130 pies, y es un lugar popular para los buceadores recreativos.